# Jamie Babbit
Jamie Babbit (Shaker Heights, 16 novembre 1970) è una regista, produttrice cinematografica e sceneggiatrice statunitense. È nota soprattutto per aver diretto alcuni dei più popolari film a tematica gay. Ha spesso collaborato con l'attrice Natasha Lyonne, scegliendola come protagonista in due dei suoi film (But I'm a cheerleader, Addicted to Fresno) e dirigendo la serie creata da Lyonne Russian Doll.

## Biografia
Cresce a Cleveland, Ohio, con la sua famiglia. Il padre è avvocato e professore di legge mentre la madre, deceduta nel 2006, si occupava di corsi per la riabilitazione di adolescenti dalla dipendenza di droghe e alcool.
All'età di sette anni comincia a recitare presso la Cleveland Play House, dove in seguito diventa direttrice di scena.
Studia presso il Barnard College e ottiene la laurea nel 1993; più tardi inizierà a frequentare lezioni di cinematografia alla New York University.
Nel 1996 incontra la sua attuale compagna, la produttrice cinematografica Andrea Sperling, con la quale ha collaborato per diversi progetti. Vivono a Los Angeles con i loro due figli.

## Carriera
Il primo lavoro di Jamie Babbit nel mondo del cinema è stato quello di assistente alla produzione per il film di Martin Scorsese L'età dell'innocenza. Ha continuato nello stesso ruolo per la pellicola The Secret of Roan Inish, dove ha incontrato le colleghe Karyn Kusama e Jasmine Kosovic.
Intraprende un nuovo compito e nel 1995 cura la sceneggiatura di The Journey of August King.
Nel 1996, dopo aver lavorato al film Tre vite allo specchio, viene chiamata per supervisionare il copione del film The Game - Nessuna regola di David Fincher.

### Cortometraggi
Nel 1996 insieme ad Ari Gold dirige Frog Crossing, un cortometraggio su un'animalista che salva le rane in pericolo sulle autostrade. 
Nel 1999 segue la commedia Sleeping Beauties.

### But I'm a Cheerleader-Gonne al bivio
Nel 1999 dirige il suo primo lungometraggio. Con Natasha Lyonne e Clea DuVall, Gonne al bivio è una commedia romantica: è la storia di una ragazza che viene costretta dai genitori a partecipare ad una terapia riparativa per omosessuali. Nel documentario This Film Is Not Rated Yet spiega di aver condotto una battaglia affinché tale produzione non venisse limitata ad un pubblico adulto. 
Nel 2000 vince un Audience Award e un Graine de Cinéphage Award al Créteil International Women's Film Festival, un evento cinematografico annuale dedicato ai lavori diretti da donne.

### Televisione
Babbit ha diretto episodi di varie serie televisive tra cui Popular, Malcolm in the Middle, Miss Match, Nip/Tuck, Gilmore Girls, Alias, Ugly Betty, Swingtown e The L Word. Ha dichiarato di apprezzare particolarmente il lavoro per la televisione in quanto il regista di serie tv ha meno responsabilità rispetto a quello cinematografico, e in questo modo è possibile concentrarsi sulle prestazioni degli attori.

### POWER UP
Jamie Babbit fa parte di POWER UP, un'organizzazione di registi che si occupa della produzione di film a tematica LGBT. Fondata nel 2000 da Stacy Codikow e Amy Shomer, POWER UP promuove la visibilità delle lesbiche nel mondo dello spettacolo e dei media. Due dei film diretti dalla Babbit (Stuck e Itty Bitty Titty Committee) sono stati prodotti da questa organizzazione.

## Filmografia

### Cinema
- Frog Rossing - cortometraggio (1996)
- Gonne al bivio (But I'm a Cheerleader) (1999)
- Sleeping Beauties - cortometraggio (1999)
- Stuck - cortometraggio (2001)
- A Memoir to My Former Self - cortometraggio (2004)
- The Quiet - Segreti svelati (2005)
- Itty Bitty Titty Committee (2007)
- Breaking the Girls (2012)
- Addicted to Fresno (2015)
- The Stand In (2020)

### Televisione
- Undressed - serie TV, 5 episodi (1999)
- Popular - serie TV, 11 episodi (1999-2001)
- Gilmore Girls - serie TV, 18 episodi (2001-2007)
- The Bernie Mac Show - serie TV, episodio 2x03 (2002)
- Ed - serie TV, episodio 3x03 (2002)
- Malcolm (Malcolm in the Middle) - serie TV, episodi 3x19-4x06-4x21 (2002-2003)
- Miss Match - serie TV, episodio 11 (2003)
- Nip/Tuck - serie TV, episodi 1x08-2x02-2x04 (2003-2004)
- Wonderfalls - serie TV, episodio 6 (2004)
- Ugly Betty - serie TV, episodio 1x06 (2006)
- Alias - serie TV, episodio 5x14 (2006)
- Notes from the Underbelly - serie TV, episodio 2x12 (2007)
- Gossip Girl - serie TV, episodio 1x05 (2007)
- The Riches - serie TV, episodio 2x12 (2007)
- Dirty Sexy Money - serie TV, episodi 1x07-2x07 (2007-2008)
- The L Word - serie TV, episodi 4x08-5x02 (2007-2008)
- Eli Stone - serie TV, episodio 2x04 (2008)
- Swingtown - serie TV, episodi 4-11 (2008)
- Reaper - In missione per il Diavolo (Reaper) - serie TV, episodio 2x11 (2009)
- 90210 - serie TV, episodi 1x21-2x11 (2009)
- The Unusuals - I soliti sospetti (The Unusuals) - serie TV, episodio 3 (2009)
- In the Motherhood - serie TV, episodio 4 (2009)
- Castle - serie TV, episodio 1x06 (2009)
- Cougar Town - serie TV, episodio 2x05 (2009)
- Drop Dead Diva - serie TV, 9 episodi (2009-2013)
- Pretty Little Liars - serie TV, episodio 1x09 (2010)
- The Middle - serie TV, episodi 1x11-1x23-2x06 (2010)
- The Defenders - serie TV, episodio 6 (2010)
- Gigantic - serie TV, episodio 1x07 (2010)
- United States of Tara - serie TV, 4 episodi (2010-2011)
- Love Bites - serie TV, episodio 7 (2011)
- Mr. Sunshine - serie TV, episodio 12 (2011)
- Revenge - serie TV, episodio 1x11 (2012)
- Smash - serie TV, episodio 1x05 (2012)
- A passo di danza (Bunheads) - serie TV, episodio 6 (2012)
- Emily Owens, M.D. - serie TV, episodio 6 (2012)
- Go On - serie TV, episodi 4-15 (2012-2013)
- Golden Boy - serie TV, episodio 8 (2013)
- Rizzoli & Isles - serie TV, episodi 3x05-4x02-4x05 (2012-2013)
- Super Fun Night - serie TV, episodio 13 (2014)
- Girls - serie TV, 4 episodi (2014-2017)
- Looking - serie TV, episodio 1x07 (2014)
- Playing House - serie TV, episodio 1x02 (2014)
- Married - serie TV, episodi 1x04-1x05-1x06 (2014)
- Brooklyn Nine-Nine - serie TV, episodio 2x14 (2015)
- C'è sempre il sole a Philadelphia (It's Always Sunny in Philadelphia) - serie TV, 3 episodi (2017)
- Silicon Valley - serie TV, 8 episodi (2016-2018) - anche co-executive producer
- La fantastica signora Maisel (The Marvelous Mrs. Maisel) - serie TV, episodi 2x07-2x08 (2019)
- Russian Doll - serie TV, 3 episodi (2019)
- My Lady Jane – serie TV (2024) – voce narrante